# Peter Martin Duncan
Pour les articles homonymes, voir Duncan.
Peter Martin Duncan (20 avril 1824 – 28 mai 1891) est un paléontologue et un zoologiste britannique.

## Biographie
Duncan naît à Twickenham où il reçoit, ainsi qu'en Suisse, une partie de son éducation. Il est diplômé après être entré au département de médecine du King's College de Londres en 1842, puis il assiste un docteur à Rochester. Après cela il pratique à Colchester de 1848 à 1860, période durant laquelle il devient aussi maire de cette ville pendant un an.
Il retourne à Londres en 1860 à Blackheath pour quelques années et commence à se consacrer à plein temps à la recherche, d'abord en botanique puis en géologie et paléontologie. Son attention est attirée tout spécialement par les fossiles de coraux. En 1863 il contribue, pour la Geological Society of London, à une série d'articles sur les coraux fossiles des Antilles, dans laquelle il décrit non seulement les espèces mais aussi leur influence sur la géologie du Tertiaire. Des coraux provenant de différentes régions du monde et formations géologiques sont étudiés par Duncan qui devient une autorité dans ce domaine. Il prépare aussi un travail important sur les coraux fossiles britanniques pour la Palaeontographical Society — Société de paléontologie — de 1866 à 1872 publié comme un supplément à la monographie de Henri Milne Edwards (1800-1885) et Jules Haime (1824-1856).
En plus de ses travaux sur les coraux fossiles, il étudie certaines espèces vivantes ainsi que des formes éteintes et modernes d'oursins et d'autres groupes zoologiques. En 1877 il édite les six volumes de Cassell's Natural History — Histoire naturelle de Cassell.
Il est élu membre de la Royal Society en 1868 et devient professeur au King's College en 1870. Il préside la Geological Society of London de 1876 à 1877 qui lui décerne la médaille Wollaston en 1881.

## Source
- (en) « Peter Martin Duncan », dans Encyclopædia Britannica [détail de l’édition], 1911 (lire sur Wikisource).